# Ollie Watkins
Oliver George Arthur „Ollie“ Watkins (* 30. Dezember 1995 in Torquay) ist ein englischer Fußballspieler, der seit September 2020 beim Erstligisten Aston Villa unter Vertrag steht. Seit 2021 ist er zudem englischer Nationalspieler. Er gilt als flexibler Offensivspieler, der sowohl die Position in der Zentrale als auch jene auf den Flügelseiten besetzen kann.

## Vereinskarriere

### Exeter City
Watkins wechselte im Jahr 2004 in die Jugend von Exeter City, nachdem er bereits ein Jahr zuvor ein erfolgloses Probetraining beim Klub absolviert hatte. Dort spielte er erfolgreich in diversen Juniorenauswahlen, unter anderem für die U18, für die er in der Saison 2013/14 30 Tore erzielte und die South-West-Conference in der Professional Development League gewann. Im April 2014 unterzeichnete er dann seinen ersten professionellen Vertrag bei den Grecians, der ihn für zwei Jahre an den Verein band. Seine starken Leistungen in der U18 wurden mit der Nominierung in den Spieltagskader der ersten Mannschaft beim letzten Ligaspiel der Saison 2013/14 in der Football League Two belohnt. Bei jenem 2:0-Auswärtssieg gegen Hartlepool United am 3. Mai 2014 gab er sein Debüt, als er in der 77. Spielminute für Matthew Gill eingewechselt wurde.
Zu Beginn der nächsten Spielzeit 2014/15, stand Watkins öfters im Kader und kam zu zwei Kurzeinsätzen in der Liga. Seinen dritten und letzten Einsatz für Exeter in dieser Saison bestritt Watkins am 7. Oktober bei der 1:3-Auswärtsniederlage gegen Coventry City. In diesem Spiel erzielte er den einzigen Treffer seiner Mannschaft und damit sein erstes in seiner professionellen Karriere. Im Dezember 2014 schloss er sich, gemeinsam mit dem Teamkollegen Matt Jay, auf Leihbasis für einen Monat dem sechstklassigen National-League-South-Verein AFC Weston-super-Mare an. Die Leihe wurde später bis Saisonende verlängert. Bei den Seagulls war Watkins seit seiner Ankunft ein unumstrittener Stammspieler und erzielte in 25 Ligaspielen zehn Tore.
Nach seiner Rückkehr zu Exeter City wurde er von Trainer Paul Tisdale zunächst nicht berücksichtigt. Erst Mitte Oktober 2015 saß er bei der 0:1-Auswärtsniederlage gegen Carlisle United erstmals auf der Bank. Am 31. Oktober (16. Spieltag) bestritt er bei der 0:2-Auswärtsniederlage gegen den FC Barnet sein erstes Ligaspiel in der Saison 2015/16. Drei Wochen später stand er beim 2:1-Auswärtssieg gegen Plymouth Argyle erstmals in der Startaufstellung. In der Folge kam er sporadisch zum Einsatz. Am 1. März 2016 (34. Spieltag) startete er im Ligaspiel gegen den FC Portsmouth zum dritten Mal in dieser Spielzeit und erzielte in der 90. Spielminute den Ausgleich zum 1:1-Endstand. Vier Tage machte er gegen Cambridge United das einzige Tor des Tages. In der Folge etablierte er sich als Stammspieler und erzielte am 19. März (37. Spieltag) beim 4:1-Auswärtssieg gegen Notts County sein drittes Saisontor und bereitete zwei weitere Treffer vor. Seine starken Leistungen im Monat März wurden mit den Auszeichnungen zum Football League Young Player of the Month und dem PFA Fans’ Player of the Month belohnt. Auch in den nächsten Spielen lieferte er starke Leistungen im Trikot Exeters und sammelte so bis Saisonende acht Tore und vier Assists, welche er in 20 Ligaspielen erreichen konnte.
Zu Beginn der nächsten Saison 2016/17 konnte er die starke Torausbeute der Vorsaison nicht fortsetzen. In den ersten 15 Ligaspielen traf der nunmehrige Stammspieler nur zweimal und gab zwei Vorlagen. Auch sein Verein erlebte einen schwierigen Saisonstart und fand sich im Abstiegskampf wieder. Am 17. Dezember 2016 (21. Spieltag) meldete sich Watkins mit einem Doppelpack beim 2:0-Heimsieg gegen Mansfield Town zurück. Zwei Wochen später markierte er beim 4:1-Auswärtssieg gegen den AFC Newport County den ersten Hattrick seiner professionellen Karriere. Zu dieser Zeit war die Truppe vom langjährigen Trainer Tisdale bereits seit sechs Ligaspielen ungeschlagen. In den nächsten drei Spielen steuerte er zu drei Kantersiegen einen Treffer und fünf Vorlagen bei und gewann dadurch die Auszeichnung zum EFL League Two Player of the Month. Von elf Spielen gewann Exeter bis Februar 2017 neun und drang somit in die obere Tabellenregion vor. Exeter erreichte letztlich mit dem 5. Tabellenplatz die Play-off-Spiele um den Aufstieg. Beim 3:2-Heimsieg im Rückspiel des Halbfinales gegen Carlisle United, schoss er mit einem Doppelpack seinen Verein ins Endspiel. Das Finalspiel im Wembley Stadium gegen den FC Blackpool ging dann jedoch mit 1:2 verloren. Watkins schloss die Spielzeit mit 15 Toren und elf Vorlagen in 48 Ligaspielen ab. Am 9. April hatte er bereits den Titel zum EFL Young Player of the Year gewonnen und diverse höherklassige Vereine waren auf den Offensivspieler aufmerksam geworden, sodass ein Verbleib bei Exeter City unwahrscheinlich erschien. Watkins verließ den Verein schließlich im Juli 2017 nach 13 Jahren im Dienst. Er war bis zu diesem Zeitpunkt in 78 Pflichtspielen zum Einsatz gekommen, in denen er 27 Tore und 14 Vorlagen sammeln konnte.

### FC Brentford
Am 18. Juli 2017 wechselte Ollie Watkins für eine Ablösesumme in Höhe von zwei Millionen Euro zum Zweitligisten FC Brentford, wo er einen Vierjahresvertrag mit Option auf ein weiteres unterzeichnete. Sein Debüt für die Bees gab er am 5. August 2017 (1. Spieltag) bei der 0:1-Auswärtsniederlage gegen Sheffield United. Bereits drei Tage später traf er beim 3:1-Pokalsieg gegen den AFC Wimbledon erstmals für seinen neuen Verein. Am 23. September erzielte er beim 3:0-Auswärtssieg gegen die Bolton Wanderers sein erstes Ligator. Auch in den nächsten zwei Ligaspielen gegen Derby County und den FC Middlesbrough netzte er je einmal. Seinen ersten Doppelpack in der Championship markierte er am 20. Februar 2018 beim 5:0-Heimsieg gegen Birmingham City. In dieser Spielzeit 2017/18 erzielte er in 45 Ligaspielen zehn Tore und bereitete fünf weitere Treffer vor.
Die Saison 2018/19 begann Watkins mit drei Toren in den ersten drei Ligaspielen. Am 15. September 2018 (7. Spieltag) übernahm er im Ligaspiel gegen Wigan Athletic erstmals die Kapitänsbinde und führte seine Mannschaft zu einem 2:0-Heimsieg. Beim 5:2-Heimsieg gegen die Blackburn Rovers am 2. Februar 2019 (30. Spieltag) erzielte er zwei Tore und bereitete einen weiteren Treffer vor. Statistisch ähnelte sich diese Saison mit dem Vorjahr, denn er traf erneut 10-mal in der Liga, legte mit acht Vorlagen jedoch zu.
In der nächsten Spielzeit 2019/20 machte er in den ersten sechs Ligaspielen vier Tore, wobei er unter anderem einen Doppelpack gegen Derby County am 6. Spieltag schnürte. Am 29. September 2019 erzielte er beim 3:1-Auswärtssieg gegen den FC Barnsley den zweiten Dreierpack seiner Laufbahn. Mit seinen Teamkollegen Saïd Benrahma und Bryan Mbeumo bildete er in dieser Saison das berüchtigte BMW-Trio, eines der angriffstärksten Teams der Liga. Mit 25 Treffern in 46 Ligaeinsätzen war der als Mittelstürmer auflaufende Watkins dabei der Torerfolgreichste seiner Mannschaft und führte diese in die Aufstiegs-Playoffs, wo man im Halbfinale Swansea City eliminieren konnte. Im Finale scheiterte man schließlich am FC Fulham und verpasste somit den erstmaligen Aufstieg in die Premier League.

### Aston Villa
Am 9. September 2020 wechselte Watkins zum Erstligisten Aston Villa, wo er einen Fünfjahresvertrag unterzeichnete. Beim Verein aus Birmingham traf er wieder auf seinen einstigen Förderer Dean Smith. Am 15. September 2020 debütierte er beim 3:1-Ligapokalsieg gegen Burton Albion im Trikot seines neuen Vereins und erzielte in dieser Partie seinen ersten Treffer. Sein erstes Ligator für Aston Villa schoss er beim 7:2-Sieg über den FC Liverpool, als er einen Hattrick machte. Insgesamt gelangen dem Angreifer vierzehn Treffer für seinen Verein in der Premier League 2020/21.

## Nationalmannschaftskarriere
Am 25. März 2021 debütierte Ollie Watkins für die englische Nationalmannschaft bei einem 5:0-Heimsieg über San Marino in der Qualifikation für die Fußball-Weltmeisterschaft 2022. Der in der 63. Minute eingewechselte Stürmer erzielte dabei in der 83. Minute den Treffer zum 5:0-Endstand. Watkins erzielte in der 90. Minute des Halbfinales der Europameisterschaft 2024 das entscheidende Tor gegen die Niederlande zum Einzug der Three Lions ins Finale.

## Erfolge
Individuelle Auszeichnungen
- EFL Young Player of the Year: 2016/17
- EFL League Two Player of the Month: 2016/17
- Football League Young Player of the Month: März 2016
- PFA Fans’ Player of the Month: März 2016
- EFL Championship Player of the Year: 2019/20